# Artrografia
Artrografia è il termine medico usato per definire una radiografia ad un'articolazione fatta dopo aver inserito mezzi di contrasto nella zona del corpo. È usata prima di un'operazione chirurgica per la lussazione congenita dell'anca.

## Vantaggi
Come già detto prima, in caso di artrografia vengono inseriti nell'articolazione dei mezzi di contrasto. Grazie ad essi si possono vedere i legamenti molli, come il periostio, la capsula sinoviale ecc..., ed in questo modo si riconoscono patologie legate ai dolori dei legamenti.

## Forme
Esistono tre forme di artrografia:
- atrografia opaca
- atrografia gassosa
- atrografia con doppio contrasto

### Artrografia opaca
Questo tipo di artrografia viene eseguito immettendo i mezzi di contrasto, che sono delle soluzioni acquose di composti organici dello iodio, nel corpo assieme a delle piccole quantità di novocaina.

### Artrografia gassosa
L'atrografia gassosa è utilizzata per individuare i punti mobili endoarticolati ed in particolare i menischi fratturati. In questo tipo di artrografia vengono immessi gas come l'ossigeno o l'aria.

### Atrografia con doppio contrasto
Questo tipo di atrografia impiega l'utilizzo di entrambi i metodi precedentemente descritti. Tale esame può analizzare ogni tipo di struttura dell'articolazione, dai legamenti muscolari alle cartilagini ed ai menischi.

## Declino dell'artrografia
Con l'avanzare del progresso medico l'artografia è diventata sempre meno richiesta dai medici e sostituita con la risonanza magnetica, in quanto quest'ultima non espone il paziente a radiazioni ionizzanti.